# Szczuki (Mazovie)
Pour les articles homonymes, voir Szczuki.
Szczuki (prononciation : [ˈʂt͡ʂuki]) est un village polonais de la gmina de Płoniawy-Bramura dans le powiat de Maków de la voïvodie de Mazovie dans le centre-est de la Pologne.
Il se situe à environ 9 kilomètres au sud-ouest de Płoniawy-Bramura (siège de la gmina), 11 kilomètres au nord-ouest de Maków Mazowiecki (siège du powiat) et à 80 kilomètres au nord de Varsovie (capitale de la Pologne).
Le village possède approximativement une population de 1 000 habitants.

## Histoire
De 1975 à 1998, le village appartenait administrativement à la voïvodie d'Ostrołęka.